# سمير عزيماني
سمير عزيماني (ولد في 22 أكتوبر 1977 في لوفالوا-بيري، فرنسا) هو متزلج مغربي وفرنسي الجنسية مثّل المغرب في دورة الألعاب الأولمبية الشتوية 2010 في فانكوفر في مسابقات التزلج على المنحدرات الجليدية. وقد احتل المركز الخمسين في هذه البطولة في التزلج المتعرج والمركز الرابع والسبعون في التزلج المتعرج المتباعد.
نشأ عزيماني في ضاحية كولومب الفقيرة في باريس. ويمارس عزيماني التزلج بنادي الراسينغ الفرنسي. شارك في عدة بطولات دولية احتل خلالها رتباً مشرفة، منها المركز الـ 46 في بطولة العالم لسنة 2001 أمام عدد من الأبطال الذين ينتمون لبلدان متقدمة في هذه الرياضة كفرنسا وسويسرا والنمسا.

## وصلات خارجية
- سمير عزيماني على موقع الاتحاد الدولي للتزلج (التزلج على المنحدرات الثلجية) (الإنجليزية)
- سمير عزيماني على موقع الاتحاد الدولي للتزلج (التزلج الريفي) (الإنجليزية)
- سمير عزيماني على موقع أوليمبيديا (الإنجليزية)

1. 1 2  Olympedia (بالإنجليزية), 2006, QID:Q95606922
2. ↑  Gastaut, إيفان غاستو Yvan. "مجلس الجالية المغربية بالخارج - مغاربة القلب! تشبث الرياضيين الفرنسيين- المغاربة ذوي المستوى العالي ببلدهم الأصلي" (بar-aa). Archived from the original on 2017-12-14. Retrieved 2017-12-13.{{استشهاد بخبر}}:  صيانة الاستشهاد: لغة غير مدعومة (link)
3. ↑  سمير عزيماني يمثل المغرب في الأولمبياد الشتوي بفانكوفر نسخة محفوظة 29 ديسمبر 2017 على موقع واي باك مشين.
4. ↑  مغرس : المغربي سمير عزيماني يحل في المركز 50 في سباق المنعرجات ( جولة أولى) نسخة محفوظة 14 ديسمبر 2017 على موقع واي باك مشين.